# Selénd
Selénd (1910-ig Silingyia, románul: Șilindia) falu Romániában, Arad megyében.

## Fekvése
Aradtól 53 km-re északkeletre, Borosjenőtől délkeletre, a Zarándi-hegység északnyugati lábánál, Csigér patak jobb partján fekszik.

## Története
Selénd és Dezsőháza között 1967-ben Nagy Sándor korabeli pénzlelet került felszínre. A település nevét 1334-ben Solend, 1475-ben egy nemesi előnévben Selend, 1799-ben Silingyia néven említették. 1746-ig Zaránd, attól kezdve Arad vármegyéhez tartozott. 1742-ben 25 házból állt, 1746–52-ben pedig 47 család lakta. 1755-ben ortodox egyházát mint Lugozó filiáját írták össze. Lakói a 19. század végén vályút és szarufát készítettek, piacaik Arad, Pankota és Borosjenő voltak. Deseő Ádám 1865-ben szervezte meg seléndi központú uradalmát. Ez 1895-ben három tagban feküdt: Selénd, Dezsőháza határában és az apateleki Mokra-hegy-en. 695 hold tölgyerdőből és 643 hold szántóból állt. Az erdőben kitermelt fát épületfának és távíróoszlopnak adták el. A családnak kastélya is volt a faluban. Román lakói mellé, a Neuschloss család kiirtott erdőinek helyére az 1890-es években magyarpécskai, battonyai és Hont vármegyei magyarokat és szemlaki németeket telepítettek be. A 19. század végén két magyar nyelvű iskolája is volt, a római katolikus és az evangélikus. Feljegyezték, hogy a 20. század elején, Arad vármegyében itt terjedt el először a kávéivás a parasztok között.
1910-ben 1537 lakosából 827 fő volt román, 639 magyar és 69 német anyanyelvű; 747 fő ortodox, 588 római katolikus, 43 református, 35 zsidó és 29 evangélikus.
A trianoni békeszerződésig Arad vármegye Ternovai járásához tartozott.
2002-ben 471 lakosából 416 fő volt román, 39 magyar és 11 ukrán nemzetiségű; 410 ortodox és 49 római katolikus vallású.

## Képek

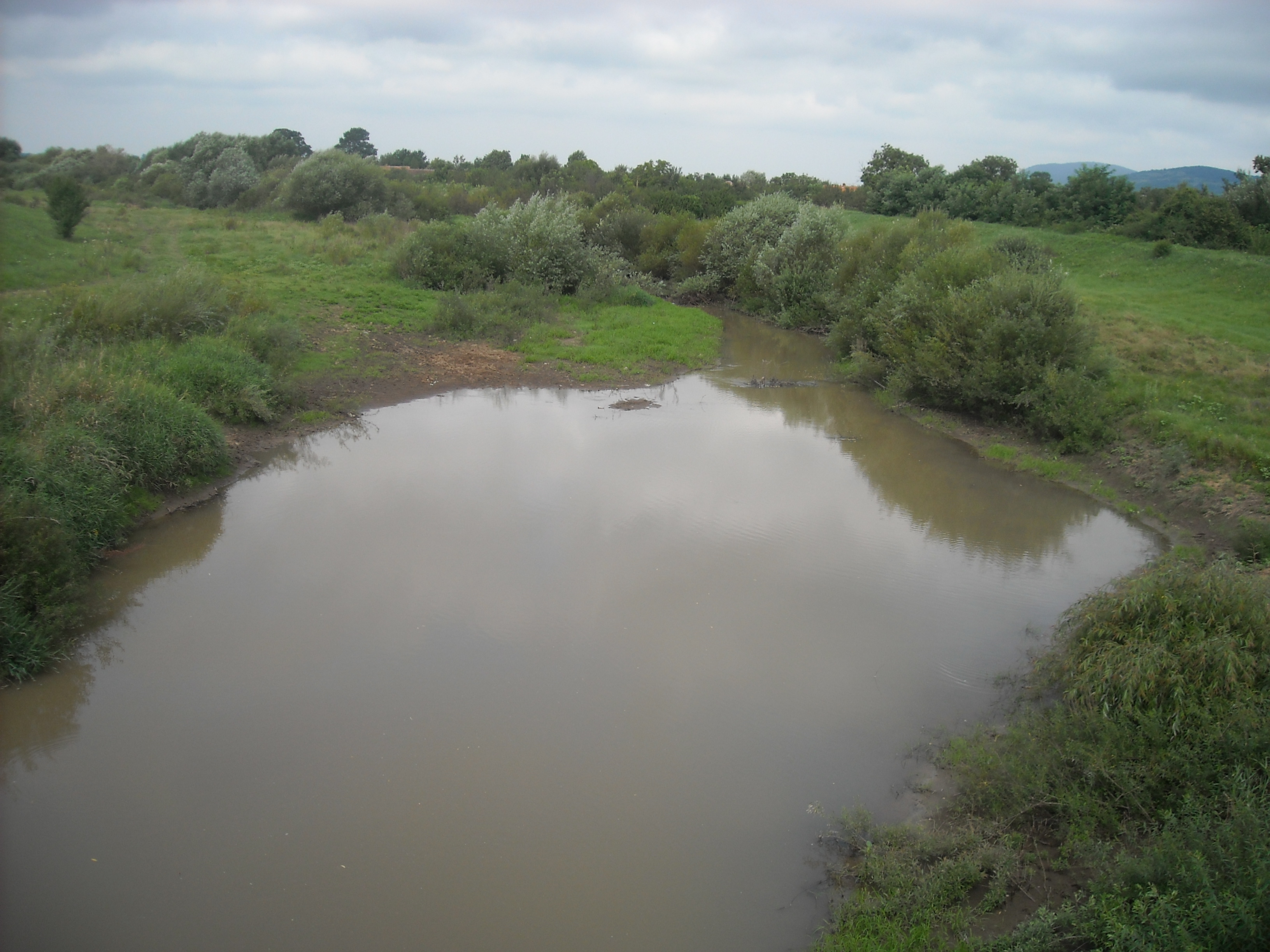
A Csigér Seléndnél, 2010 júliusában